# 허드슨 베이 회사
허드슨 베이 회사( - 會社, 영어: Hudson's Bay Company, HBC, 프랑스어: Compagnie de la Baie d'Hudson)는 역사적으로 북미(특히 현재 캐나다)의 비버 등의 모피 교역을 위해 1670년 5월에 설립되었던 잉글랜드의 특허 기업이자 국책 회사이며, 현재는 캐나다 최대의 소매업을 중심으로 하는 기업이다. 현존하는 북미 대륙에서 가장 오래된 기업이다. 주식은 토론토 증권거래소에 상장되어 있다.

## 개요

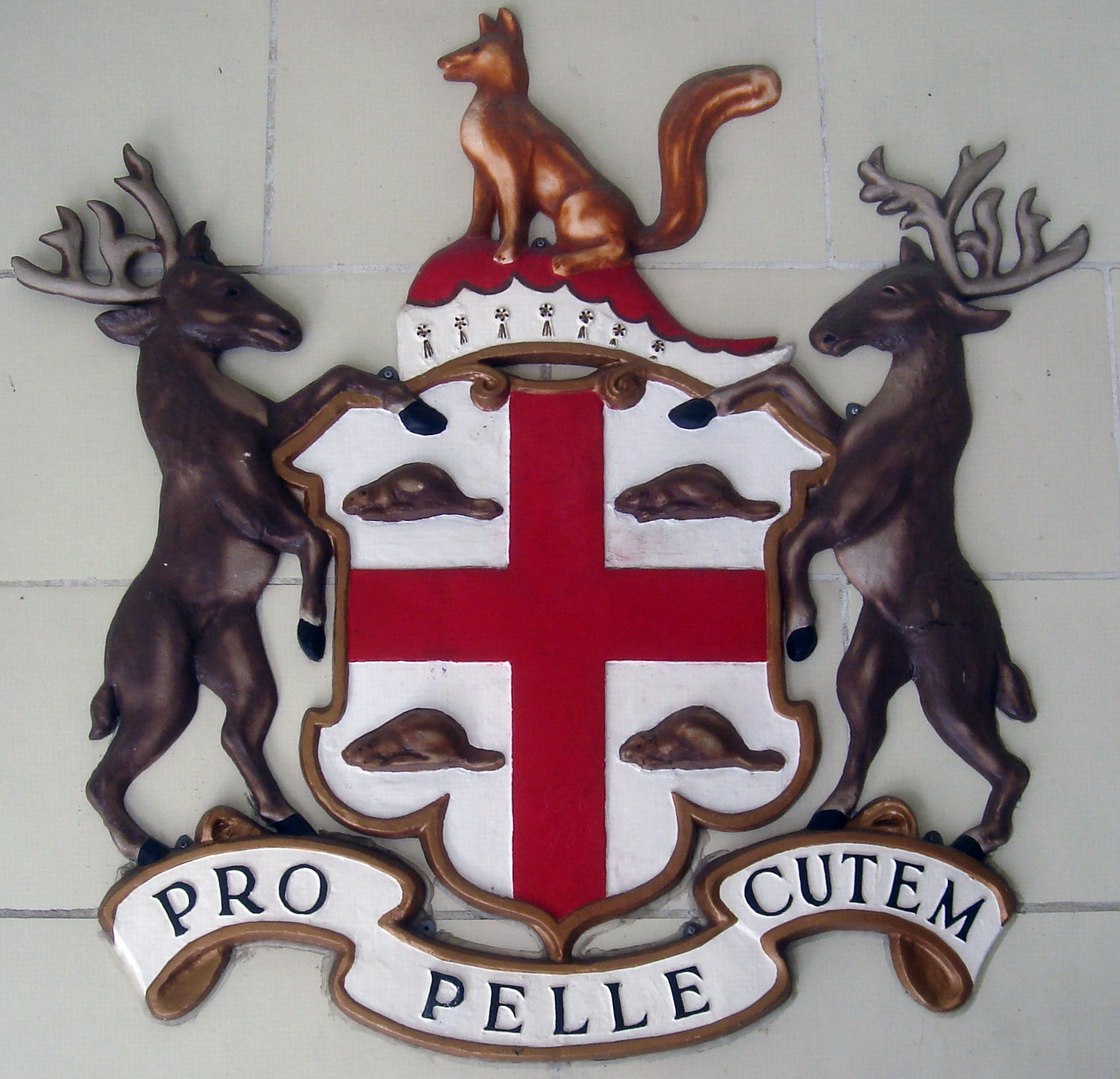
HBC 휘장, 옛 라틴 격언인 pro pelle cutem: 피부를 위한 피부

설립 당시 잉글랜드 왕 찰스 2세의 칙허 상에 기록된 정식 명칭은 "허드슨만에 있는 무역에 종사하는 영국의 총독 및 잉글랜드 모험가"(The Governor and Company of Adventurers of England trading into Hudson’s Bay)라고 한다. 허드슨만으로 흘러들어가는 모든 하천 유역(루퍼트 랜드)에서 모피 독점거래권을 허용하여, 초대 총독을 찰스 2세의 사촌 컴벌랜드 공작 루퍼트가 맡았다. 초기 총독 직에 오른 인물은 다른 요크 공작 제임스(찰스 2세의 동생 나중에 제임스 2세), 말버러 공작 존 처칠 등이 있다.
1821년에는 경쟁 업체인 북서 회사(Northwest Company)를 합병했다. 1869년에 루퍼트 랜드를 캐나다 자치령 정부에 양도하여 사업의 중심을 모피 무역에서 소매로 옮겼다. 이후 캐나다 최대의 소매업체로 발전하여, 현재는 캐나다 유일의 백화점 "더 베이(the Bay)"을 운영하고 있다.

## 스폰서
- 2010년 동계 올림픽의 로컬 스폰서로 되어 있다.

## 같이 보기
- 영국 동인도 회사
- 남해회사
- 북서 회사